# Riqui Puig
Ricard „Riqui“ Puig Martí (* 13. August 1999 in Matadepera) ist ein spanischer Fußballspieler, der bei der LA Galaxy unter Vertrag steht.

## Karriere
Puig kam 2013 von Jàbac Terrassa in die Jugend des FC Barcelona. In der Akademie durchlief er in der Folge alle Nachwuchsmannschaften. Mit der A-Jugend (U19) gewann Puig in der Saison 2017/18 die UEFA Youth League, wobei er in 10 Einsätzen 3 Tore beisteuerte. Zudem spielte er in der Saison 2017/18 bereits 3-mal in der zweiten Mannschaft in der Segunda División.
Zur Saison 2018/19 rückte Puig aufgrund seines Alters fest in die zweite Mannschaft auf, die in die drittklassige Segunda División B abgestiegen war. Er erhielt einen Profivertrag mit einer Laufzeit bis zum 30. Juni 2021, der eine Ausstiegsklausel in Höhe von 100 Millionen Euro enthält. Am 5. Dezember 2018 debütierte er unter Ernesto Valverde in der Profimannschaft, als er beim 4:1-Sieg in der Copa del Rey gegen den Drittligisten Cultural Leonesa eingewechselt wurde. Im April 2019 debütierte Puig in der Primera División und kam bis zum Saisonende auf einen weiteren Einsatz, weshalb er erstmals spanischer Meister wurde. Für die zweite Mannschaft kam Puig in der Saison 2018/19 auf 32 Drittligaeinsätze (27-mal von Beginn).
In der ersten Hälfte der Saison 2019/20 spielte Puig unter Valverde keine Rolle im Profikader. Valverde wurde für seinen Umgang mit Puig und Carles Aleñá kritisiert und im Januar 2020 entlassen. Bereits im ersten Spiel unter dem neuen Cheftrainer Quique Setién stand Puig, der bis dahin in 17 Drittligaspielen 2 Tore erzielt hatte, wieder im Spieltagskader und wurde im Laufe der zweiten Halbzeit eingewechselt. Er kam bis zum Saisonende auf insgesamt 11 Ligaeinsätze, von denen er 5-mal in der Startelf stand. Parallel absolvierte Puig noch 4 weitere Drittligaeinsätze.
Zur Saison 2020/21 rückte Puig fest in den Kader der ersten Mannschaft auf.
Anfang August 2022 wechselte Puig in die laufende Saison 2022 der Major League Soccer zur LA Galaxy. Er unterschrieb einen Vertrag bis zum 31. Dezember 2025. Der FC Barcelona sicherte sich eine Weiterverkaufsbeteiligung in Höhe von 50 Prozent. Im Western Conference Finale 2024 zog sich Puig einen Kreuzbandriss zu. Im Spiel gegen die Seattle Sounders spielte er trotz der Verletzung in der zweiten Halbzeit weiter und bereitete sogar das entscheidende Tor zum 1-0-Sieg durch Dejan Joveljić vor.

### Nationalmannschaft
Im September 2020 kam er erstmals für die spanische U21-Nationalmannschaft zum Einsatz. Mit dieser nahm er 2021 auch an der EM teil. In der Vorrunde kam er zu einem Einsatz, mit den Spaniern qualifizierte er sich auch für die Finalrunde. Für diese wurde er jedoch nicht mehr nominiert.

## Erfolge und Auszeichnungen

### Vereinstitel
- UEFA-Youth-League-Sieger: 2018
- Spanischer Meister: 2019
- Spanischer Pokalsieger: 2021
- Meister der Major League Soccer: 2024

### Individuelle Auszeichnungen
- MLS Best XI: 2024